# Gullbergsån

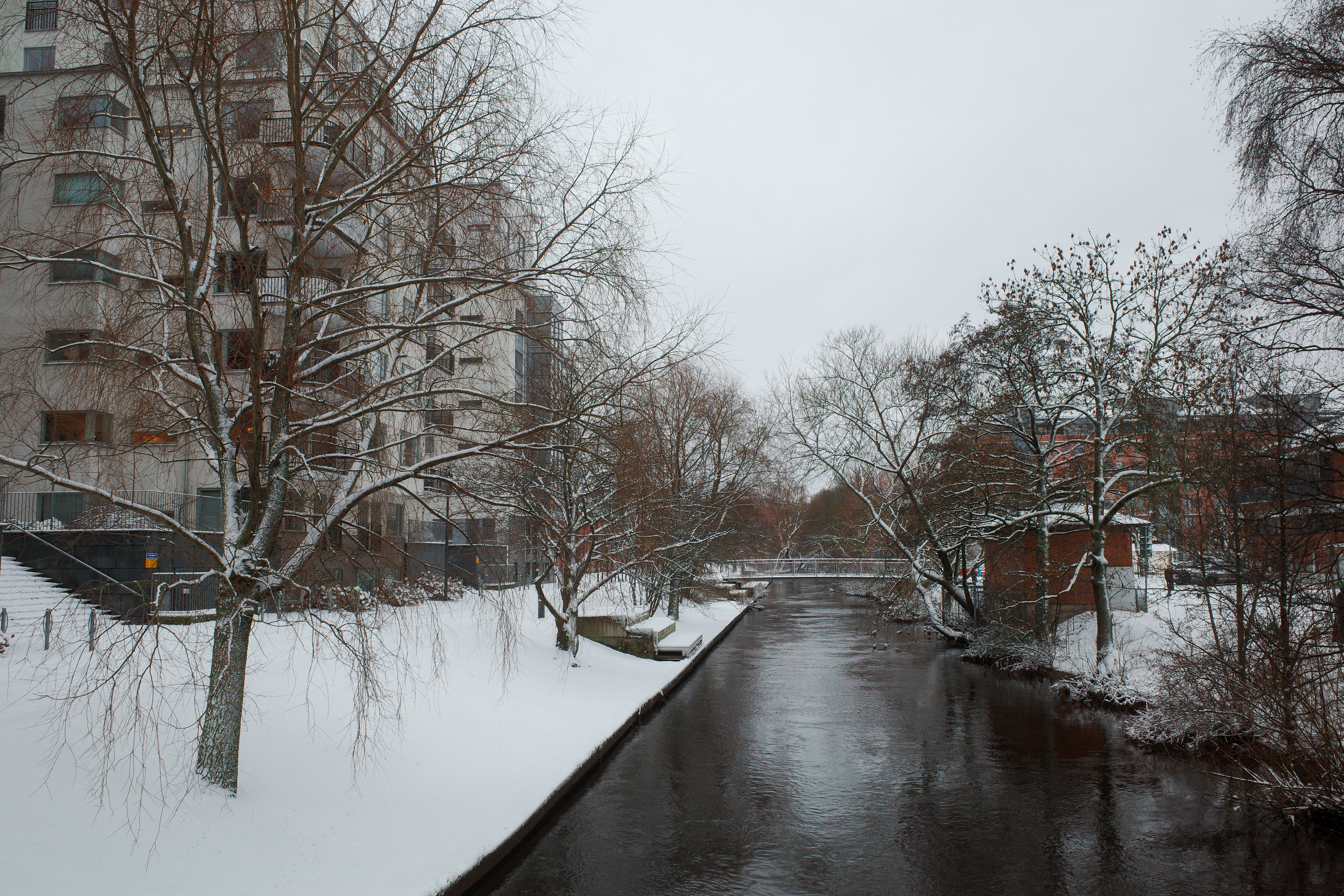
Gullbergsån vid Stampen, bild från Almqvists bro.

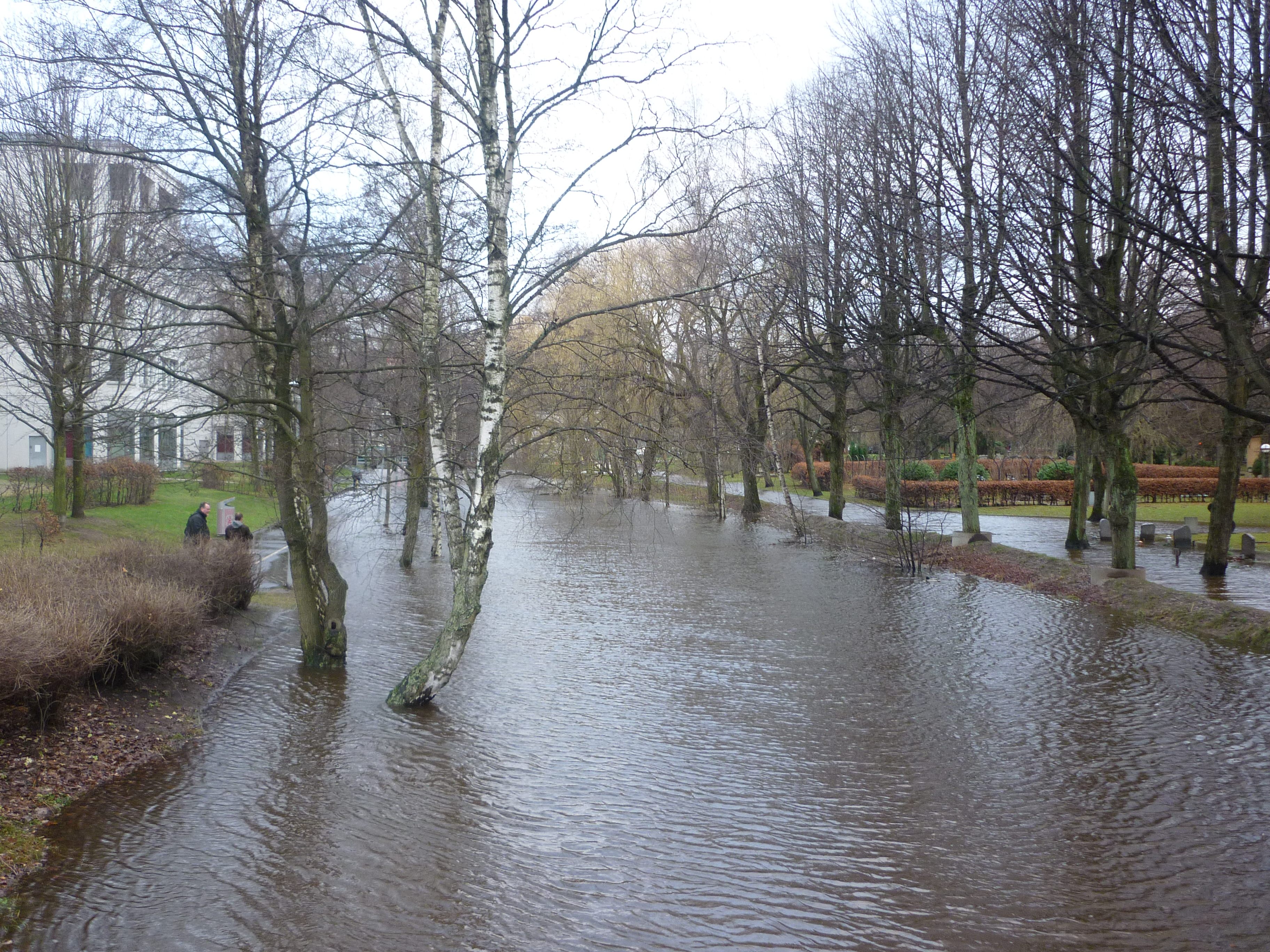
Gullbergsån vid översvämning december 2011

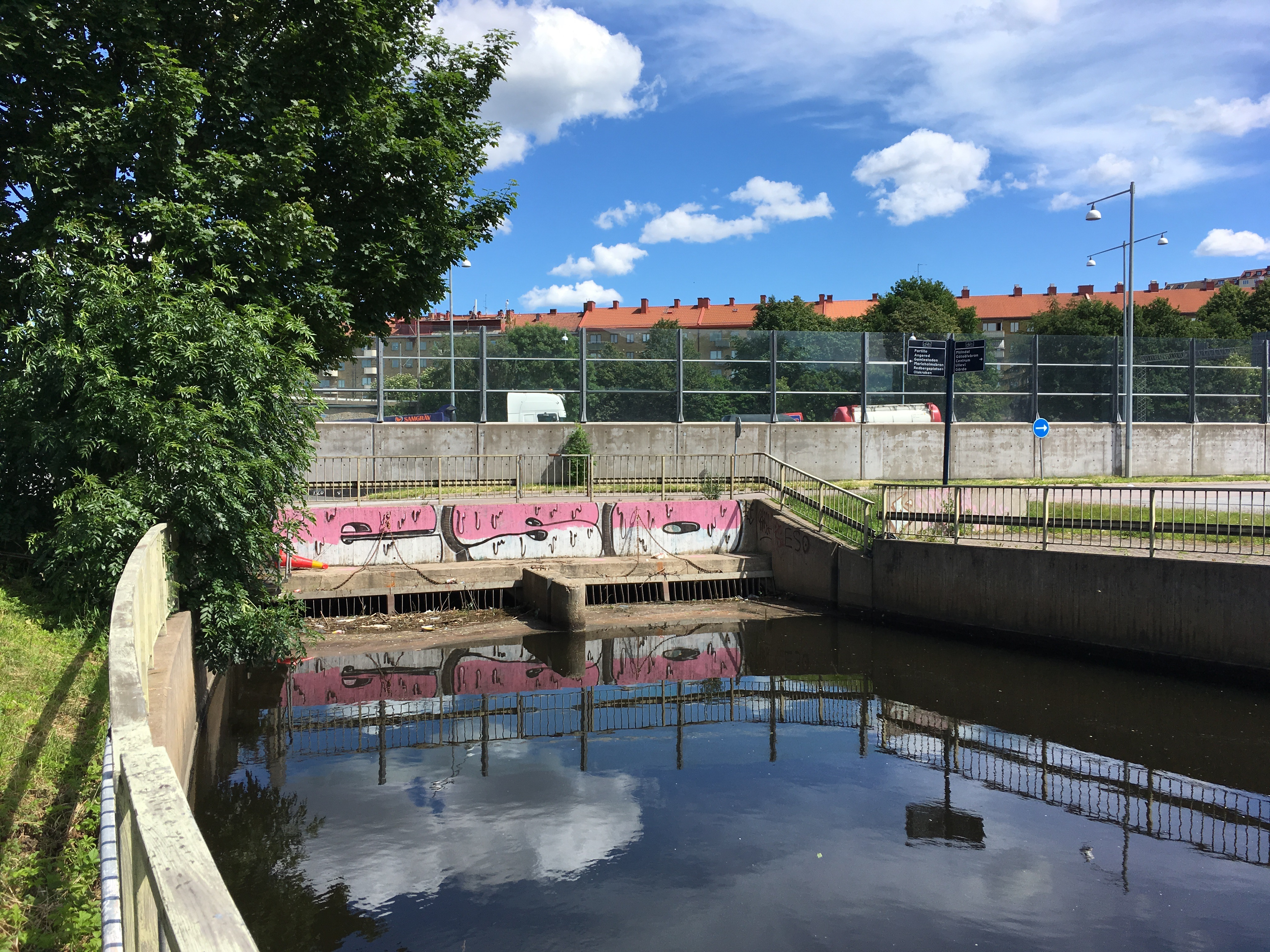
Gullbergsån, som via en kulvert efter Olskroksmotet förenas med Säveån vid Gullbergsvass, för att slutligen nå Göta älv.

Gullbergsån är ett vattendrag i Göteborg. Ån är den norra delen av Mölndalsån. Den sträcker sig cirka 650 meter från Dämmebron i stadsdelen Gårda till Kungsbackaleden/Olskroksmotet, där den går i kulvert närmare 450 meter. Därefter kommer den fram igen vid Partihallarna och efter cirka 500 meter rinner den ut i Säveån och Göta älv. Total längd är cirka 1 600 meter (enligt VISS 2 km).
Gullbergsån har fått sitt namn efter Gullbergs fästning och det påträffas 1624 i namnformen Gullbergz åå. Ån är en fortsättning på Mölndalsån, men omtalas tidigare än denna (först 1655 omtalas Myndalss åhen).
Fram till i mitten av 1800-talet rann Gullbergsån ut i Gullbergsvass, men efterhand torrlades vassen då industrierna blev fler och Renhållningsverket, Gasverket och järnvägen behövde mark. Ån fick då en ny sträckning. Den tidigare bron över Gullbergsån vid gasklockan, stod klar den 8 december 1914.
År 1949 fanns följande broar över Gullbergsån:
- "Ebelings bro", 5,7 meter bred
- Gullbergsbron, 7,2 meter bred
- Järnvägsbroar, 5,8 meter breda
- Riddarbron, 12 meter bred

Vid 15.30-tiden på lördagen den 23 mars 1912, inträffade ett större jordras mellan Dämmet (där Mölndalsån byter namn) och egendomen Gubbero. Ett 30 meter långt och 15 meter brett skred rasade ut i ån och nästan fyllde den helt. Skredet välte upp åbotten, så att Ågatans nivå höjdes med nästan en meter. Orsaken till raset var en belastning från ett större magasin på andra sidan, som tillhörde Ceres fabriker och innehöll stora mängder svavelkis.